# Muslim Magomajew
Muslim Magomietowicz Magomajew, ros. Муслим Магометович Магомаев (ur. 17 sierpnia 1942 w Baku, zm. 25 października 2008 w Moskwie) – radziecki, następnie azerbejdżański i rosyjski śpiewak operowy (baryton), wykonawca muzyki popularnej i kompozytor muzyczny. Ludowy Artysta Azerbejdżańskiej SRR w 1971 roku i Ludowy Artysta ZSRR w 1973 roku .

## Życiorys
Pochodził z wieloetnicznej, turecko-adygejsko-tatarskiej rodziny. Sam podkreślał swoje związki z Azerbejdżanem i Rosją, mawiając: Azerbejdżan moim ojcem, Rosja moją matką. Był synem scenografa teatralnego Mahomeda Magomajewa i aktorki Ajszet Magomajewej. Jego dziad ze strony ojca, Abdul Muslim Magomajew jest uważany za twórcę azerbejdżańskiej muzyki klasycznej.
W 1968 roku ukończył konserwatorium w Baku. W latach 1964–1965 odbywał staż w teatrze La Scala w Mediolanie. W latach 1962–1975 i po 1977 roku był solistą Teatru baletu i opery w Baku, jednocześnie od 1975 do 1989 roku był kierownikiem artystycznym i solistą Azerbejdżańskiej Orkiestry Estradowo-Symfonicznej. Tworzył pieśni i piosenki, muzykę filmową. Druga żona Tamara Siniawska również była śpiewaczką .
Laureat Festiwalu Piosenki w Sopocie w 1969 roku. Po rozpadzie ZSRR przyjął obywatelstwo Federacji Rosyjskiej, ale posiadał również obywatelstwo swego kraju – Republiki Azerbejdżanu.
Odznaczony został radzieckim Orderem Przyjaźni Narodów (1980) oraz rosyjskim Orderem Honoru (2002).